# 連江縣議會第五屆議員列表
第五屆連江縣議員列表，名列連江縣議會的第五屆議員名單，任期2009年到2013年。

## 政黨席次
| 政黨       | 當選席次 | 備注 |
| ---------- | -------- | ---- |
| 中國國民黨 | 4席      |      |
| 無黨籍     | 5席      |      |

## 當選名單
| 選區     | 政黨       | 姓名   | 備註   |
| -------- | ---------- | ------ | ------ |
| 第一選區 | 中國國民黨 | 李金梅 |        |
| 第一選區 | 中國國民黨 | 林惠萍 |        |
| 第一選區 | 無黨籍     | 曹以標 | 副議長 |
| 第一選區 | 無黨籍     | 曹丞君 |        |
| 第一選區 | 中國國民黨 | 曹爾章 |        |
| 第二選區 | 無黨籍     | 陳貴忠 | 議長   |
| 第二選區 | 無黨籍     | 謝承春 |        |
| 第三選區 | 中國國民黨 | 陳建光 |        |
| 第四選區 | 無黨籍     | 張永江 |        |

## 外部連結
- 中華民國行政院中央選舉委員會 （页面存档备份，存于）
- 中央選舉委員會 - 選舉資料庫
- 連江縣議會全球資訊 （页面存档备份，存于）

| 前任： 第四屆連江縣議員列表 | 連江縣議會 第五屆連江縣議員列表 | 繼任： 第六屆連江縣議員列表 |